# Fernando Garrido Tortosa
Fernando Garrido Tortosa, (Cartagena, 6 de gener de 1821 – Còrdova, 31 de maig de 1883) va ser polític i escriptor espanyol; a més d’un destacat difusor de la doctrina cooperativista.
«Revolucionari i agitador del vuit-cents, abocat a la conspiració i a la propaganda però, alhora, amb una excepcional productivitat i dedicació a l'escriptura»

## Vida personal
De família liberal il·lustrada, amb la mort del pare es traslladaren a Cadis quan tenia setze anys, ones dedicà amb veritable passió a l'exercici de la pintura, el dibuix, la literatura i el gravat.
Pere Gabriel indica que se’n sap poca cosa més de la vida personal de Garrido. És conegut que es casà i tingué dos fills. El 1873 enviduà i el 1885 morí el seu fill petit amb vint anys. Morí el 31 de maig de 1883 «en una casa del carrer Concepción, on havia estat acollit unes setmanes abans, després de deixar la seva residència madrilenya»
La vida de Garrido fou marcada per tenir residències múltiples i accidentals, no només durant la seva joventut sinó també durant la seva maduresa; entre 1860 i 1868, «no feu sinó voltar per Europa (...), per més que la seva residència potser més regular fou la londinenca»
L'any 1841 va iniciar la seva carrera política i literària a La Estrella, La Caricatura, El Infierno i altres periòdics de la ciutat gaditana, alguns d'ells autonomistes. Després es va traslladar a Madrid i va publicar en 1846 la revista desenal La Atracción, que només va viure tres mesos, però que va atreure al costat de Garrido diversos demòcrates socialistes, entre els quals figuraven Sixto Cámara, José Ordax Avecilla i altres. Un any més tard va fundar La Organización del Trabajo, periòdic destinat a propagar i enaltir la teoria societària de Charles Fourier, però que no va viure dotze mesos. Va ser tancat pel govern de Narváez.

## Ideologia i militància
Dins del liberalisme romàtic exaltat, abocat a la redempció i al compromís social, Garrido abraça les idees propagades per Charles Fourier. El fourierisme arribà a la península a través del port de Cadis a les mans de Joaquín Abreu, el qual juntament amb Sixto Camara, Ochando, Beltrán, Avecilla, entre d'altres, fundaren a Madrid la revista desenal La Atracción. Periódico de los Intereses de los Gobiernos y de los Pueblos. Aquesta revista «pot ser qualificada, certament, de fourierists, ja que els primers números comptaren amb la col·laboració dels gaditans Pedro L. Huarte i Faustino Alonso, mentre que el mateix Fernando Garrido difonia directament l’obra i la figura de Fourier. Fins i tot el mateix Garrido signà diversos sonets dedicats a Fourier». A més, tal com indica Reventós, a través d’aquest grup d’andalusos establerts a Madrid, «a poc a poc aniran penetrant en les complicades evolucions dels grups progressistes espanyols, i més endavant en l’incipient ideari dels demòcrates republicans». Però Garrido no s'acontentà simplement en la propagació de les tesis de Fourier, sinó «es llençà des d’un bon començament a la militància i a l’agitació política». El catalitzador d’aquesta activitat va ser l'esclat generalitzat a Europa de la revolució liberal de 1848; va ser en aquest context on Garrido, juntament amb Federico Carlos Beltrán crearen La Organización del Trabajo. En aquesta publicació – de curta durada a causa de la censura de Narváez – «s'hi retia, ja amb el títol, un clar homenatge a Louis Blanc» a més de clares refrències a Saint Simon i Proudhon. Paral·lelament, Garrido intervingué en les insurreccions madrilenyes que tingueren lloc el 26 de març i el 7 de maig de 1848.
El 1849  Garrido creà un nou setmanari, El Eco de la Joventud, el qual es fusionà amb El Amigo del Pueblo i La Reforma econòmica. Aquest nou setmanari, anomenat La Asociación, defensava en la seva línia editorial «un programa associacionista, de marcat caràcter cooperativista, sumant-se a la línia política dels demòcrates individualistes, partidaris de plantejar els problemes entre el capital i el treball independent de la política, contraris a la intervenció de l’Estat». La defensa de la doctrina cooperativista i de les cooperatives és constant en les pàgines del setmanari «i s'inicia des dels primers números, qualificant aquestes institucions com “l’última forma de l'expressió científica de les societats obreres”». En produir-se la censura de La Asociación centra la seva activitat de propaganda socialista en els fulletons Propaganda democràtica. Instrucción política del pueblo. Derrota de los viejos partidos políticos: deberes y porvenir de la democracia espanyola i Propaganda democràtica. Defensa del socialismo. Si bé el primer fulletó es va poder escapar de la censura i segrest editorial, el segon no; i Garrido va ser empresonat quinze mesos. Quan fou alliberat marxà primer a París i després a Londres, on entrà en relació amb Giuseppe Mazzini.
Fernando Garrido tornà a Madrid just després del triomf de la revolució de 1854 i s'uní a les files de Pi i Margall. El Bienni Progressista «permeté a Garrido reprendre els seus textos polítics i el llenguatge contundent i fins virulent de 1849-1850. Això sí, ara amb la novetat d’una clara diferenciació envers el partit progressista i també l'esparterisme». Els criticà per considerar-los responsables «del pacte amb la reacció (els acusava d’haver cedit en tot a la Unió Liberal d’O’Donnell) i els considerà el principal obstacle per tirar endavant cap via del progrés». Durant aquests anys Garrido no només es dedicà a tasques de difusió i d’agitació a través de l'edició de fullets com El Pueblo y el trono i Espartero y la revolución; també escrigué la seva versió dels fets a Historias del reinado del último Borbón de España on «demanava la ruptura més completa amb la dinastia i amb la monarquia, així com amb la dreta i els progressistes. Tot ho confiava a la mobilització i a l’acció del poble al carrer».
Un cop finalitzat el Bienni Progressista Fernando Garrido passà a exercir un perfil baix; a casa de la seva mare a Cadis, tot i no participar activament en les conspiracions polítiques del moment, sí que n’estigué informat. Això i la seva relació d’amistat amb Sixto Cámara el conduí a ser detingut amb relació a una possible conspiració esperonada pel seu amic. Absolt i deixat en llibertat, Garrido decidí per establir-se a Barcelona l’octubre de 1859;  tot i que un any més tard es va veure obligat a exiliar-se de nou fins al 1868.
El primer any d’exili «degué ser a Nàpols i al sud d’Itàlia, abocat a l’organització de la Legió Ibèrica i els intents de recolzar les campanyes de Mazzini i Garibaldi, en un dels moments més àlgids del procés revolucionari de la unificació italiana». Posteriorment anà a París i després s'establí a Londres o va ser aleshores quan conegué a Bakunin i, juntament amb Joan Tutau, l’agost de 1862, visitaren la cooperativa de Rochdale.
Amb el triomf de la Revolució de 1868 s'obrí una etapa decisiva en la vida de Garrido: «en primer lloc, perquè estengué i consolidà els seus contactes internacionals amb el socialisme i revolucionarisme democràtic i republicà europeu. Potser més important encara, perquè aconseguí desenvolupar professionalment una intensa tasca com a escriptor social». Aquesta última la desplegà en tres sentits: en la denúncia del clericalisme i l’obscurantisme; «l’anàlisi del despotisme i els crims de poder absolutista, i la història política i econòmica de la contemporaneïtat de les revolucions liberals i democràtiques a Espanya, amb una especial referència a la situació catalana»; a més d’abraçar fermament la doctrina cooperativista, també va publicar un document republicà, El nuevo rey de España, i abans d'acabar aquell any, va començar a imprimir a Barcelona l'obra en tres toms El último Borbón.
Durant el Sexenni Democràtic, Garrido «s'abocà a definir una proposta obrerista pròpia, republicana federal, que fonamentaria en socialisme liberal reformista, contraposat a les noves i més rotundes formulacions que provenien de la Primera Internacional, i en especial de l’anarcosindicalisme i el bakunisme». Es convertí en un dels referents de l’obrerisme republicà «s'implicà en l’anàlisi i l'elaboració d’un projecte i programa social que pretenia una estratègia reformista general d’emancipació obrera».
A les eleccions generals espanyoles de 1869 fou elegit diputat per Cadis i a les de 1872 va ser diputat per Sevilla. Tot just proclamada la República (1873), va ser nomenat Intendent General de les illes Filipines, d'on va tornar a Cadis després del cop d'estat de 3 de gener de 1874. Va passar llavors voluntàriament a Lisboa, dedicant-se allí a la pintura. Va decretar el govern portuguès la seva expulsió, però va romandre ocult a Porto alguns mesos, d'on marxà cap a París, va viure allí de la pintura i escrivint articles de política espanyola a diversos periòdics francesos. «Fou un exili, segons tots els indicis i testimonis, especialment dur. Hagué de tornar a la pintura per malviure i sols obtingué ingressos relativament regulars quan aconseguí col·laborar amb alguns periòdics de París i després d’Espanya».
Tornà a Espanya l’abril de 1879; a finals d’aquest mateix any, a Madrid, es veié immers a las intensos debats interns del moviment republicà. Tot i que el seu paper fou bastant discret, va ser un dels signants del Manifest “A los electores demòcratas” «datat a Madrid el 28 de març de 1879, (...) renunciaven a presentar-se en les eleccions de la monarquia alfonsina i assenyalaven les condicions indispensables que calien perquè unes eleccions poguessin ser qualificades de lliures i democràtiques». Aquesta unitat mostrada amb el manifest aviat es trencà amb Sagasta al poder i, en aquest context, foren nombroses les veus que demanaren una implicació i un posicionament clar a Garrido – que en aquell moment era col·laboradors habitual del diari El Mundo Moderno, de marcada línia republicana federalista -, el qual cedí a les pressions i «el 6 de març de 1881 envià una carta al periòdic en el qual es desmarcava clarament de la nova línia editorial i renunciava, per tant, a col·laborar-hi».
Pere Gabriel opina que tots els indicis trobats durant la construcció de la biografia de Fernando Garrido indiquen que, el 1881, l'estat de salut d’aquest era molt precària. Malalt, es traslladà a Còrdova, on amics i familiars l’acolliren; i on residí fins a la seva mort, ocorreguda el 31 de maig de 1883.

## Garrido i el cooperativisme
La simpatia de Garrido pel cooperativisme començà des de jove, Reventós narra que les idees cooperativistes li vingueren en mans del fourierista Joaquín Abreu. Tan Reventós, com Gabriel, emfatitzen la relació de Garrido amb el cooperativisme català i, si bé, no dugué a terme a la pràctica el cooperativisme, sí que en va ser un fervent defensor i difusor de la seva doctrina.
Reventós defensa que Fernando Garrido, sent conscient de les condicions socioeconòmiques en què vivia la societat espanyola de la seva època, «entén la cooperació com una millora de les condicions econòmiques i personals de la família, mitjançant una distribució a la vegada millor i menor en despeses, fet que necessàriament implica una major educació i una àmplia previsió». Mentre que Gabriel opina que el cooperativisme de Garrido era compatible amb el liberalisme i l’afirmació de l’individu; l'entenia com «una forma de ressituar la propietat com un dret fonamental, al qual també podien tenir accés treballadors gràcies a l’associació d’esforços i a l’actuació en comú».
Tot i tenir una primera etapa en què «Garrido no sembla que tingués cap paper rellevant en relació amb el cooperativisme ni el moviment obrer organitzat, mutualista i sindical català» la visita a la cooperativa de consum de Rochdale el 1862 el feu «passà a reconèixer el cooperativisme com el gran referent doctrinal i teòric de l’obrerisme» i quan redactà l’obra Historia de las asociaciones obreres en Europa. En aquesta obra, editada en dos volums, «a part de múltiples informacions i consideracions de fons sobre les associacions obreres arreu, hi va incloure la seva traducció del llibre de George Jacob Holyoake sobre l'experiència cooperativa de Rochdale». També difonia la necessitat de trencar l'excés de teoria i, entenia, que com a solució la millor forma de fer-ho era narrant i descrivint les experiències que s'havien realitzat.
Una altra obra a destacar de Fernando Garrido és La cooperación: Estudio teórico y practico sobre las sociedades cooperativas de consumo y producción en Inglaterra y otros paises, y especialmente en Cataluña; es tracta d’un llibret de setanta-dues pàgines que, amb la intenció d’alliçonar i fer propaganda, resumia bona part de l’obra escrita sobre cooperativisme de l’autor, a més que feia un repàs dels diversos models de cooperatives existents a Catalunya i, en concret, a Barcelona.